# Ruba Ghazal
Pour les articles homonymes, voir Ghazal (homonymie).
Ruba Ghazal, née le 6 décembre 1977 à Beyrouth au Liban, est une femme politique québéco-palestinienne.
Membre fondatrice de Québec solidaire, elle est députée de Mercier à l'Assemblée nationale du Québec depuis le 1er octobre 2018 et co-porte-parole de Québec solidaire depuis le 16 novembre 2024.

## Biographie
Née à Beyrouth (Liban) dans une famille de réfugiés palestiniens, Ruba Ghazal grandit dans le golfe persique. Elle immigre au Québec à l'âge de 10 ans, où elle apprend le français en classe d'accueil, ce qui fait d'elle une enfant de la loi 101. Elle obtient un baccalauréat en administration des affaires à HEC Montréal, ainsi qu'une maîtrise en environnement puis un certificat en santé et sécurité au travail à l'Université de Sherbrooke.
Elle travaille ensuite sur ces questions au sein de grandes entreprises. Lorsqu'elle annonce sa candidature dans Mercier, elle est directrice santé, sécurité et environnement pour la multinationale américaine Owens-Illinois, spécialisée dans la fabrication de bouteilles de verre.
Sur le plan religieux, elle se définit comme une « musulmane croyante, mais laïque ».

## Vie politique
En 2006, elle fait partie des membres fondateurs de Québec solidaire, dont elle se porte candidate lors des élections générales de 2007 et 2008 dans Laurier-Dorion, où elle termine quatrième avec 8 % et 13 %. Elle considère Françoise David comme étant sa mentor en politique.[réf. souhaitée]
Le 7 mai 2018, Amir Khadir, député de Mercier, annonce la candidature de Ruba Ghazal pour lui succéder. Elle est investie sans adversaire quelques semaines plus tard.
Le 1er octobre 2018, elle est élue députée solidaire à l'Assemblée nationale du Québec avec 54,5 % des suffrages et 10 747 voix d'avance sur sa plus proche rivale. Elle œuvre au sein de la 42e législature à titre de whip et porte-parole du deuxième groupe d'opposition en matière d'environnement, d'énergie, de science et de transport. En avril 2019, elle initie la mise en place d'une commission d'étude sur l'industrie du recyclage du verre, qui connait alors une crise de confiance majeure. En 2021, elle contribue au livre Ce qui nous lie qui parle de l’indépendance du Québec pour mieux protéger l’environnement et nos cultures.
Elle est élue pour un second mandat lors des élections générales du 3 octobre 2022 avec 53,92 % des voix et 10 769 voix d'avance sur la seconde place. Elle est maintenant porte-parole de Québec solidaire en matière d'éducation, de condition féminine, de langue française, d'indépendance, et représente les régions de la Mauricie et du Saguenay-Lac-Saint-Jean.
Le 21 mai 2023, elle annonce vouloir succéder à Manon Massé comme porte-parole féminine de Québec solidaire, à la suite de l'annonce du retrait de cette dernière à ce poste. Sa campagne électorale met de l'avant le projet de l'indépendance du Québec à travers un discours rassembleur, tout en assumant une vision nationaliste de gauche, inclusive et ouverte sur le monde. Sa plateforme électorale vise aussi à renforcer la démocratie interne au sein de Québec solidaire. Elle fait une proposition innovante permettant de retrouver la parité au sein du caucus de sa formation politique, souhaite donner plus de voix aux membres qui proviennent de régions éloignées, et veut organiser un grand rendez-vous sur la conjoncture et la stratégie de Québec solidaire. Ruba Ghazal remporte le premier tour des élections, mais est défaite de justesse par trois voix au deuxième tour lors du congrès de Québec solidaire de l'automne 2023, par Émilise Lessard-Therrien.
Après le départ de Lessard-Therrien en avril 2024, elle annonce le 12 juin suivant, qu'elle se lance de nouveau dans la course pour devenir porte-parole féminine de Québec solidaire en voulant incarner l'unité du parti et l'amour du Québec et est d'avis que son parti se doit d'être plus nationaliste pour être un parti de gouvernement. Le 15 octobre 2024, Gabriel Nadeau-Dubois, porte-parole masculin de Québec solidaire, dévoile que Ruba Ghazal deviendra la porte-parole féminine du parti à partir de novembre 2024 puisqu'elle est la seule candidate au poste. Le 16 novembre 2024, lors du congrès du parti, elle est élue avec 91 % des voix.

## Résultats électoraux
|                                                                                               | Nom                     | Parti            | Nombre de voix | %      | Maj.   |
| --------------------------------------------------------------------------------------------- | ----------------------- | ---------------- | -------------- | ------ | ------ |
|                                                                                               | Ruba Ghazal (sortante)  | Québec solidaire | 14 755         | 53,9 % | 10 769 |
|                                                                                               | Sabrina Mercier-Ullhorn | Parti québécois  | 3 986          | 14,6 % | -      |
|                                                                                               | Catherine Boundjia      | Libéral          | 3 837          | 14 %   | -      |
|                                                                                               | Florence Lavictoire     | Coalition avenir | 2 814          | 10,3 % | -      |
|                                                                                               | Emmanuel Da Costa       | Conservateur     | 1 051          | 3,8 %  | -      |
|                                                                                               | Véronique Langlois      | Vert             | 818            | 3 %    | -      |
|                                                                                               | Jenny Cartwright        | Parti nul        | 102            | 0,4 %  | -      |
| Total                                                                                         | Total                   | Total            | 27 363         | 100 %  |        |
| Le taux de participation lors de l'élection était de 63,6 % et 238 bulletins ont été rejetés. |                         |                  |                |        |        |

|                                                                                               | Nom                 | Parti              | Nombre de voix | %      | Maj.   |
| --------------------------------------------------------------------------------------------- | ------------------- | ------------------ | -------------- | ------ | ------ |
|                                                                                               | Ruba Ghazal         | Québec solidaire   | 15 919         | 54,5 % | 10 747 |
|                                                                                               | Gabrielle Collu     | Libéral            | 5 172          | 17,7 % | -      |
|                                                                                               | Michelle Blanc      | Parti québécois    | 3 542          | 12,1 % | -      |
|                                                                                               | Johanne Gagné       | Coalition avenir   | 2 348          | 8 %    | -      |
|                                                                                               | Stephanie Rochemont | Vert               | 1 102          | 3,8 %  | -      |
|                                                                                               | Conrad Thompson     | NPD Québec         | 738            | 2,5 %  | -      |
|                                                                                               | Malou Marcil        | Parti nul          | 233            | 0,8 %  | -      |
|                                                                                               | Ludovic Proulx      | Conservateur       | 122            | 0,4 %  | -      |
|                                                                                               | Serge Lachapelle    | Marxiste-léniniste | 34             | 0,1 %  | -      |
| Total                                                                                         | Total               | Total              | 29 210         | 100 %  |        |
| Le taux de participation lors de l'élection était de 65,6 % et 322 bulletins ont été rejetés. |                     |                    |                |        |        |

|                                                                                                | Nom                        | Parti               | Nombre de voix | %      | Maj.  |
| ---------------------------------------------------------------------------------------------- | -------------------------- | ------------------- | -------------- | ------ | ----- |
|                                                                                                | Gerry Sklavounos (sortant) | Libéral             | 9 769          | 42,9 % | 2 069 |
|                                                                                                | Badiona Bazin              | Parti québécois     | 7 700          | 33,8 % | -     |
|                                                                                                | Ruba Ghazal                | Québec solidaire    | 2 963          | 13 %   | -     |
|                                                                                                | Michel Lemay               | Vert                | 1 090          | 4,8 %  | -     |
|                                                                                                | Olivier Manceau            | Action démocratique | 943            | 4,1 %  | -     |
|                                                                                                | Peter Macrisopoulos        | Marxiste-léniniste  | 219            | 1 %    | -     |
|                                                                                                | Michel Prairie             | Sans désignation    | 86             | 0,4 %  | -     |
| Total                                                                                          | Total                      | Total               | 22 770         | 100 %  |       |
| Le taux de participation lors de l'élection était de 49,16 % et 385 bulletins ont été rejetés. |                            |                     |                |        |       |

|                                                                                                | Nom                       | Parti               | Nombre de voix | %      | Maj.  |
| ---------------------------------------------------------------------------------------------- | ------------------------- | ------------------- | -------------- | ------ | ----- |
|                                                                                                | Gerry Sklavounos          | Libéral             | 12 064         | 39,7 % | 1 096 |
|                                                                                                | Elsie Lefebvre (sortante) | Parti québécois     | 10 968         | 36,1 % | -     |
|                                                                                                | Louise Lévesque           | Action démocratique | 2 874          | 9,4 %  | -     |
|                                                                                                | Ruba Ghazal               | Québec solidaire    | 2 431          | 8 %    | -     |
|                                                                                                | Sébastien Chagnon-Jean    | Vert                | 1 639          | 5,4 %  | -     |
|                                                                                                | Peter Macrisopoulos       | Marxiste-léniniste  | 166            | 0,5 %  | -     |
|                                                                                                | Vassilios Gerakis         | Indépendant         | 160            | 0,5 %  | -     |
|                                                                                                | Mostaka Ben Kirane        | Indépendant         | 115            | 0,4 %  | -     |
| Total                                                                                          | Total                     | Total               | 30 417         | 100 %  |       |
| Le taux de participation lors de l'élection était de 65,38 % et 392 bulletins ont été rejetés. |                           |                     |                |        |       |